# Liste der Kulturdenkmale in Malente
In der Liste der Kulturdenkmale in Malente sind alle Kulturdenkmale der schleswig-holsteinischen Gemeinde Malente (Kreis Ostholstein) und ihrer Ortsteile aufgelistet (Stand: 10. März 2025).

## Legende
In den Spalten befinden sich folgende Informationen:
- Objekt-ID: die Nummer des Kulturdenkmales
- Lage: die Adresse des Kulturdenkmales und die geographischen Koordinaten. Kartenansicht, um Koordinaten zu setzen. In der Kartenansicht sind Kulturdenkmale ohne Koordinaten mit einem roten Marker dargestellt und können in der Karte gesetzt werden. Kulturdenkmale ohne Bild sind mit einem blauen Marker gekennzeichnet, Kulturdenkmale mit Bild mit einem grünen Marker.
- Offizielle Bezeichnung: Bezeichnung des Kulturdenkmales
- Beschreibung: die Beschreibung des Kulturdenkmales
- Bild: ein Bild des Kulturdenkmales

## Sachgesamtheiten
| Objekt-ID      | Lage                                          | Offizielle Bezeichnung     | Beschreibung | Bild                             |
| -------------- | --------------------------------------------- | -------------------------- | --- | -------------------------------- |
| 40725 Wikidata | An der Kirche (54° 12′ 53″ N, 10° 33′ 14″ O)  | Kirche St. Johannis        | Aktualisierung vorgesehen - Begründung: geschichtlich, künstlerisch, städtebaulich, Kulturlandschaft prägend - Schutzumfang: Kirche St. Johannis mit Ausstattung, Kirchhof, Grabmale bis 1870, Lindenkranz, Kirchhofspforte, Feldsteinböschungsmauer | weitere Fotos \| Fotos hochladen |
| 40724 Wikidata | Bahnhofstraße (54° 10′ 26″ N, 10° 33′ 35″ O)  | Kirche St. Maria Magdalena | Aktualisierung vorgesehen - Begründung: geschichtlich, künstlerisch, städtebaulich, Kulturlandschaft prägend - Schutzumfang: Kirche St. Maria Magdalena mit Ausstattung, Kirchhof, Grabmale bis 1870, Granitböschungsmauer | weitere Fotos \| Fotos hochladen |
| 43976 Wikidata | Schwonauer Weg (54° 11′ 47″ N, 10° 37′ 54″ O) | Revierförsterei Schwonau   | Forsthof in isolierter Waldlage; 19./20. Jh.; Gebäudeensemble aus schlichter, reetgedeckter Wohnkate (2. Hälfte 19. Jh.) und langgestreckter, eingeschossiger Scheune mit reetgedecktem Halbwalmdach und querliegender Durchfahrt (um 1930), beide in Backstein errichtet - Begründung: geschichtlich, Kulturlandschaft prägend - Schutzumfang: Forstkate, Wirtschaftsgebäude | BW                               |

## Bauliche Anlagen
| Objekt-ID      | Lage                                                    | Offizielle Bezeichnung                     | Beschreibung | Bild            |
| -------------- | ------------------------------------------------------- | ------------------------------------------ | --- | --------------- |
| 47758          | Am Stadion 4 (54° 9′ 41″ N, 10° 33′ 46″ O)              | Stadion Malente                            | Stadion Malente; 1952; Baugruppe aus zwei Kassenpavillons, Eingangsbauwerk mit Gittertor und Treppenanlage, Stadiongelände und zwei Toiletten-Nebengebäuden - Begründung: geschichtlich, städtebaulich - Schutzumfang: Stadion Malente, Eingangsbauwerk mit Gittertor und Treppenanlage, zwei Kassenpavillons, zwei Toiletten-Nebengebäude - Denkmaltyp: Bauliche Anlage       | Fotos hochladen |
| 36893          | Am Walde 88 (54° 8′ 49″ N, 10° 32′ 54″ O)               | ehem. Transformatorenhaus                  | ehem. Transformatorenhaus; wohl um 1910; Trafoturm aus Eisenbeton, einmal gestufte Haube - Begründung: geschichtlich, städtebaulich, technisch - Schutzumfang: gesamtes Objekt - Denkmaltyp: Bauliche Anlage | BW              |
| 4105 Wikidata  | An der Kirche (54° 12′ 53″ N, 10° 33′ 14″ O)            | Kirche St. Johannis mit Ausstattung        | Alteintragung (Aktualisierung vorgesehen) - Begründung: geschichtlich, künstlerisch, städtebaulich - Schutzumfang: gesamtes Objekt - Denkmaltyp: Bauliche Anlage, Sachgesamtheit: Kirche St. Johannis | BW              |
| 13812          | Auf der Kanzel 5 (54° 9′ 39″ N, 10° 32′ 58″ O)          | Wohnhaus                                   | Wohnhaus; 1938–39, Architekt Alfred Schulze; eingeschossiger Putzbau mit Backsteinsockel, teilweise Fachwerk, reetgedecktes Walmdach mit Uhlenloch - Begründung: geschichtlich, künstlerisch, städtebaulich - Schutzumfang: gesamtes Objekt - Denkmaltyp: Bauliche Anlage | BW              |
| 22065          | Auf der Kanzel 12 (54° 9′ 35″ N, 10° 32′ 54″ O)         | Landhaus                                   | Landhaus; 1938–39, Architekt Alfred Schulze, Gartenarchitekt Harry Maaß; Fachwerkhaus, reetgedecktes Walmdach - Begründung: geschichtlich, künstlerisch, städtebaulich - Schutzumfang: Landhaus, Landhausgarten, Gartenpforte - Denkmaltyp: Bauliche Anlage | BW              |
| 4095           | Bahnhofstraße (54° 10′ 26″ N, 10° 33′ 35″ O)            | Kirche St. Maria Magdalena mit Ausstattung | Alteintragung (Aktualisierung vorgesehen) - Begründung: geschichtlich, künstlerisch, städtebaulich - Schutzumfang: gesamtes Objekt - Denkmaltyp: Bauliche Anlage, Sachgesamtheit: Kirche St. Maria Magdalena | Fotos hochladen |
| 13826          | Dorfstraße 52 (54° 10′ 20″ N, 10° 29′ 39″ O)            | Fachhallenkate                             | Fachhallenkate; 1824; Kate, Außenwände in Fachwerk mit Ziegelausfachung, reetgedecktes Halbwalmdach - Begründung: geschichtlich, städtebaulich, Kulturlandschaft prägend - Schutzumfang: gesamtes Objekt - Denkmaltyp: Bauliche Anlage | BW              |
| 36909          | Dorfstraße 54 (54° 10′ 17″ N, 10° 29′ 37″ O)            | Fachhallenkate                             | Fachhallenhaus; 1788; Zweiständerbau, Außenwände in Fachwerk mit Ziegelausfachung, reetgedecktes Halbwalmdach - Begründung: geschichtlich, städtebaulich, Kulturlandschaft prägend - Schutzumfang: gesamtes Objekt - Denkmaltyp: Bauliche Anlage | BW              |
| 19257 Wikidata | Eutiner Straße 1 (54° 9′ 57″ N, 10° 32′ 58″ O)          | Gremsmühle                                 | Wassermühle; Mitte 19. Jh.; zweigeschossiger Fachwerkbau mit flachem Satteldach, Kellergeschoss mit Granitquadermauerwerk wohl vom Vorgängerbau übernommen - Begründung: geschichtlich, städtebaulich - Schutzumfang: gesamtes Objekt - Denkmaltyp: Bauliche Anlage | Fotos hochladen |
| 31875 Wikidata | Hauptstraße/Benz 2 (54° 12′ 15″ N, 10° 38′ 7″ O)        | Neue Schule                                | Neue Schule; 1937; periphere Ortslage, eingeschossiger Backsteinbau im Stil des späten Heimatschutzes mit Trakt für Lehrerwohnung sowie Klassentrakt mit offener Bogenloggia und Walmdach mit Langgaube. Abgerücktes Aborthäuschen in Backstein - Begründung: geschichtlich, Kulturlandschaft prägend - Schutzumfang: Neue Schule, Aborthäuschen - Denkmaltyp: Bauliche Anlage | BW              |
| 1401 Wikidata  | Hauptstraße/Nüchel 18 (54° 12′ 30″ N, 10° 37′ 56″ O)    | Wohnkate                                   | Landarbeiterkate; 1877, Umbau 1927; eingeschossiger Backsteinbau mit Zwerchhaus und Halbwalmdach, rückwärtig und giebelseitig noch Fachwerk - Begründung: geschichtlich, städtebaulich - Schutzumfang: gesamtes Objekt - Denkmaltyp: Bauliche Anlage | BW              |
| 36890          | Hauptstraße/Nüchel 40 (54° 12′ 7″ N, 10° 39′ 8″ O)      | Bauernhaus                                 | Bauernhaus; 1822; Fachhallenhaus mit Backsteinausfachung, Satteldach mit Schopfwalm - Begründung: geschichtlich, städtebaulich, Kulturlandschaft prägend - Schutzumfang: gesamtes Objekt - Denkmaltyp: Bauliche Anlage | BW              |
| 10762 Wikidata | Kellerseestraße 35 (54° 10′ 34″ N, 10° 34′ 14″ O)       | Villa „Schloss Eggersdorf“                 | Alteintragung (Aktualisierung vorgesehen) - Begründung: Alteintragung (Aktualisierung vorgesehen) - Schutzumfang: Alteintragung (Aktualisierung vorgesehen) - Denkmaltyp: Bauliche Anlage | BW              |
| 13041 Wikidata | Kurpark (54° 10′ 8″ N, 10° 33′ 11″ O)                   | Haus des Kurgastes                         | Alteintragung (Aktualisierung vorgesehen) - Begründung: Alteintragung (Aktualisierung vorgesehen) - Schutzumfang: Alteintragung (Aktualisierung vorgesehen) - Denkmaltyp: Bauliche Anlage | Fotos hochladen |
| 13042 Wikidata | Kurpark (54° 10′ 6″ N, 10° 33′ 10″ O)                   | Musikpavillon                              | Alteintragung (Aktualisierung vorgesehen) - Begründung: geschichtlich - Schutzumfang: Alteintragung (Aktualisierung vorgesehen) - Denkmaltyp: Bauliche Anlage | Fotos hochladen |
| 13043 Wikidata | Kurpark (54° 10′ 6″ N, 10° 33′ 8″ O)                    | Liegehalle                                 | Alteintragung (Aktualisierung vorgesehen) - Begründung: Alteintragung (Aktualisierung vorgesehen) - Schutzumfang: Alteintragung (Aktualisierung vorgesehen) - Denkmaltyp: Bauliche Anlage | Fotos hochladen |
| 13044 Wikidata | Kurpark (54° 10′ 6″ N, 10° 33′ 10″ O)                   | Freilichtbühne                             | Alteintragung (Aktualisierung vorgesehen) - Begründung: Alteintragung (Aktualisierung vorgesehen) - Schutzumfang: Alteintragung (Aktualisierung vorgesehen) - Denkmaltyp: Bauliche Anlage | Fotos hochladen |
| 13045 Wikidata | Kurpark (54° 10′ 7″ N, 10° 33′ 8″ O)                    | Toilettenhäuschen                          | Alteintragung (Aktualisierung vorgesehen) - Begründung: Alteintragung (Aktualisierung vorgesehen) - Schutzumfang: Alteintragung (Aktualisierung vorgesehen) - Denkmaltyp: Bauliche Anlage | Fotos hochladen |
| 28217 Wikidata | Lindenallee 11 (54° 10′ 11″ N, 10° 33′ 30″ O)           | Wohnhaus                                   | Wohnhaus; um 1910; zweigeschossiger Putzbau über rechtwinkligem Grundriss, Flachdach mit abgewalmten Seiten, diese mit farbiger Schieferdeckung und bauzeitlichen Gauben, dreigeschossiger Eckturm mit spitzer Haube, Fassade mit Detailformen im Jugendstil - Begründung: geschichtlich, städtebaulich - Schutzumfang: gesamtes Objekt - Denkmaltyp: Bauliche Anlage          | BW              |
| 36873          | Lindenallee 33 (54° 10′ 13″ N, 10° 33′ 43″ O)           | Wohnhaus                                   | Wohnhaus; Anfang 20. Jahrhundert; zweigeschossiges Wohnhaus, Backsteinfassade mit Putzgliederung, reiche Dachlandschaft mit Schindeln in Kronendeckung - Begründung: geschichtlich, städtebaulich - Schutzumfang: Wohnhaus, Einfriedung - Denkmaltyp: Bauliche Anlage | BW              |
| 2819 Wikidata  | Lindenallee 39 (54° 10′ 13″ N, 10° 33′ 46″ O)           | Wohnhaus                                   | Wohnhaus; Anfang 20. Jh.; eingeschossiger traufständiger Putzbau mit ausgebautem Kurzwalmdach, straßenseitig zweigeschossiger Risalit mit eigenem Satteldach, bauzeitliche, kleinteilig gegliederte Holzsprossenfenster umfassend erhalten - Begründung: geschichtlich, städtebaulich - Schutzumfang: gesamtes Objekt - Denkmaltyp: Bauliche Anlage                            | BW              |
| 2083 Wikidata  | Marktstraße 13 (54° 10′ 30″ N, 10° 33′ 25″ O)           | Kate                                       | Alteintragung (Aktualisierung vorgesehen) - Begründung: wissenschaftlich, städtebaulich - Schutzumfang: gesamtes Objekt - Denkmaltyp: Bauliche Anlage | BW              |
| 36848          | Prinzenholz (54° 10′ 1″ N, 10° 35′ 32″ O)               | Riemannstein                               | Riemannstein; aufgestellt 1876; Findlingsdenkmal für Heinrich Arminius Riemann (1793-1872) an der Stelle des von ihm in den 1820er Jahren eingerichteten Turnplatzes - Begründung: geschichtlich - Schutzumfang: gesamtes Objekt - Denkmaltyp: Bauliche Anlage | BW              |
| 3393 Wikidata  | Ringstraße 25 (54° 10′ 6″ N, 10° 33′ 49″ O)             | Wasserturm                                 | Alteintragung (Aktualisierung vorgesehen) - Begründung: geschichtlich, städtebaulich - Schutzumfang: gesamtes Äußeres - Denkmaltyp: Bauliche Anlage | Fotos hochladen |
| 12563          | Ringstraße 61 (54° 9′ 58″ N, 10° 33′ 34″ O)             | Wohnhaus Ohlenbrink                        | Wohnhaus Ohlenbrink; 1929; eingeschossiges Backsteinhaus mit Runderker in südwestlicher Gebäudeecke, hohes Walmdach - Begründung: geschichtlich, künstlerisch, städtebaulich - Schutzumfang: Wohnhaus Ohlenbrink, Einfriedung - Denkmaltyp: Bauliche Anlage | BW              |
| 27845 Wikidata | Rothensande (54° 9′ 49″ N, 10° 34′ 42″ O)               | Hof Rothensande                            | Alteintragung (Aktualisierung vorgesehen) - Begründung: Alteintragung (Aktualisierung vorgesehen) - Schutzumfang: Alteintragung (Aktualisierung vorgesehen) - Denkmaltyp: Bauliche Anlage | Fotos hochladen |
| 28347 Wikidata | Rothensande (54° 9′ 49″ N, 10° 34′ 34″ O)               | Rothensande: Torhaus                       | Alteintragung (Aktualisierung vorgesehen) - Begründung: Alteintragung (Aktualisierung vorgesehen) - Schutzumfang: Alteintragung (Aktualisierung vorgesehen) - Denkmaltyp: Bauliche Anlage | BW              |
| 28348 Wikidata | Rothensande (54° 9′ 48″ N, 10° 34′ 42″ O)               | Rothensande: Gutshaus                      | Alteintragung (Aktualisierung vorgesehen) - Begründung: Alteintragung (Aktualisierung vorgesehen) - Schutzumfang: Alteintragung (Aktualisierung vorgesehen) - Denkmaltyp: Bauliche Anlage | BW              |
| 28349 Wikidata | Rothensande (54° 9′ 49″ N, 10° 34′ 40″ O)               | Rothensande: Verwalterhaus                 | Alteintragung (Aktualisierung vorgesehen) - Begründung: Alteintragung (Aktualisierung vorgesehen) - Schutzumfang: Alteintragung (Aktualisierung vorgesehen) - Denkmaltyp: Bauliche Anlage | BW              |
| 28350 Wikidata | Rothensande (54° 9′ 49″ N, 10° 34′ 38″ O)               | Rothensande: Nördliche Scheune             | Alteintragung (Aktualisierung vorgesehen) - Begründung: Alteintragung (Aktualisierung vorgesehen) - Schutzumfang: Alteintragung (Aktualisierung vorgesehen) - Denkmaltyp: Bauliche Anlage | BW              |
| 28351 Wikidata | Rothensande (54° 9′ 47″ N, 10° 34′ 37″ O)               | Rothensande: Südliche Scheune              | Alteintragung (Aktualisierung vorgesehen) - Begründung: Alteintragung (Aktualisierung vorgesehen) - Schutzumfang: Alteintragung (Aktualisierung vorgesehen) - Denkmaltyp: Bauliche Anlage | BW              |
| 28352 Wikidata | Rothensande (54° 9′ 50″ N, 10° 34′ 46″ O)               | Rothensande: Bootshaus                     | Alteintragung (Aktualisierung vorgesehen) - Begründung: Alteintragung (Aktualisierung vorgesehen) - Schutzumfang: Alteintragung (Aktualisierung vorgesehen) - Denkmaltyp: Bauliche Anlage | BW              |
| 28242 Wikidata | Rövkampallee 2 – 4 (54° 11′ 7″ N, 10° 35′ 31″ O)        | Pavillon mit Aussichtsterrasse             | Alteintragung (Aktualisierung vorgesehen) - Begründung: geschichtlich, Kulturlandschaft prägend - Schutzumfang: Pavillon mit Aussichtsterrasse, Grünanlage, Aussichtsterrasse am Seeufer - Denkmaltyp: Bauliche Anlage | BW              |
| 31278          | Schweizer Straße 60 (54° 11′ 1″ N, 10° 34′ 59″ O)       | Landhaus                                   | Wohnhaus; um 1905, Architekt Oskar Fischer; repräsentativer Putzbau in der Art eines Landhauses, reich gegliederte Fassade und Dachlandschaft, Zierfachwerk in den Giebeln - Begründung: geschichtlich, Kulturlandschaft prägend - Schutzumfang: gesamtes Objekt - Denkmaltyp: Bauliche Anlage                                                                                 | BW              |
| 24 Wikidata    | Schwonauer Weg (54° 11′ 47″ N, 10° 37′ 54″ O)           | Forstkate                                  | Wohnhaus der Revierförsterei Schwonau; 2. Hälfte 19. Jh.; kleine, eingeschossige Kate in Backstein, reetgedecktes Walmdach nach Westen tief herabgezogen, nach Osten als Halbwalm ausgebildet - Begründung: geschichtlich, Kulturlandschaft prägend - Schutzumfang: gesamtes Objekt - Denkmaltyp: Bauliche Anlage, Sachgesamtheit: Revierförsterei Schwonau                    | BW              |
| 36882          | Sebastian-Kneipp-Straße 1 (54° 10′ 10″ N, 10° 33′ 5″ O) | Hotel „Im Steinbusch“                      | Hotel „Im Steinbusch“; 1906; zweigeschossiger Putzbau mit zahlreichen Risaliten und Erkern, Schopfwalmdächer mit weitem Dachüberstand - Begründung: geschichtlich, städtebaulich - Schutzumfang: Hotel „Im Steinbusch“, Einfriedung - Denkmaltyp: Bauliche Anlage | BW              |
| 36883          | Sebastian-Kneipp-Straße (54° 10′ 14″ N, 10° 33′ 3″ O)   | Tews-Kate                                  | Fachhallenkate; 1634, im 18. Jahrhundert erweitert, 1967 transloziert; Zweistützenkonstruktion von fünf Fach Länge, Reetdach mit verbrettertem Vollgiebel am Wirtschaftsteil - Begründung: geschichtlich, wissenschaftlich, Kulturlandschaft prägend - Schutzumfang: gesamtes Objekt - Denkmaltyp: Bauliche Anlage                                                             | BW              |

## Gründenkmale
| Objekt-ID      | Lage                                              | Offizielle Bezeichnung | Beschreibung | Bild            |
| -------------- | ------------------------------------------------- | ---------------------- | --- | --------------- |
| 20896 Wikidata | An der Kirche (54° 12′ 53″ N, 10° 33′ 13″ O)      | Kirchhof               | Alteintragung (Aktualisierung vorgesehen) - Begründung: geschichtlich, Kulturlandschaft prägend - Schutzumfang: Kirchhof, Grabmale bis 1870, Lindenkranz, Kirchhofspforte, Feldsteinböschungsmauer - Denkmaltyp: Gründenkmal, Sachgesamtheit: Kirche St. Johannis | BW              |
| 20902 Wikidata | Bahnhofstraße (54° 10′ 26″ N, 10° 33′ 34″ O)      | Kirchhof               | Alteintragung (Aktualisierung vorgesehen) - Begründung: geschichtlich, Kulturlandschaft prägend - Schutzumfang: Kirchhof, Grabmale bis 1870, Granitböschungsmauer - Denkmaltyp: Gründenkmal, Sachgesamtheit: Kirche St. Maria Magdalena | BW              |
| 10763 Wikidata | Kellerseestraße 35 (54° 10′ 37″ N, 10° 34′ 20″ O) | Park                   | Alteintragung (Aktualisierung vorgesehen) - Begründung: geschichtlich, künstlerisch, Kulturlandschaft prägend - Schutzumfang: gesamtes Objekt - Denkmaltyp: Gründenkmal | BW              |
| 27685          | Kellerseestraße 35 (54° 10′ 32″ N, 10° 34′ 26″ O) | Allee zum Kellersee    | Alteintragung (Aktualisierung vorgesehen) - Begründung: geschichtlich, Kulturlandschaft prägend - Schutzumfang: gesamtes Objekt - Denkmaltyp: Gründenkmal | BW              |
| 13033 Wikidata | Kurpark (54° 10′ 4″ N, 10° 33′ 10″ O)             | Kurpark                | Der Kurpark wurde 1962 auf einer Fläche von 56 Hektar auf dem Brahmberg und der benachbarten Schwentinewiese erbaut. Alteintragung (Aktualisierung vorgesehen) - Begründung: geschichtlich, künstlerisch, städtebaulich, Kulturlandschaft prägend - Schutzumfang: Kurpark, Verlauf der Schwentine mit Altarm, vier Kaminhäuser, Schachgarten mit zwei Schachbrettanlagen, Bocciabahn, Kneippbecken, Eingangstor, Eingang Schwentinewiese (Eingangstor und Betriebsgebäude) - Denkmaltyp: Gründenkmal | Fotos hochladen |

## Quelle
- Liste der Kulturdenkmale in Schleswig-Holstein – Kreis Ostholstein (PDF)